# Nematoproctus metallicus
Nematoproctus metallicus är en tvåvingeart som beskrevs av Van Duzee 1930. Nematoproctus metallicus ingår i släktet Nematoproctus och familjen styltflugor. Inga underarter finns listade i Catalogue of Life.